# Karl Engel
Karl Engel, född 1818, död 1882, var en tysk-brittisk musikhistorier.
Engel var från 1850 verksam i London, där han flitigt medverkade i Musical times och andra facktidskrifter, samt utgav betydande arbeten om musik och musikinstrument hos olika folkslag.